# Polo aquático na Universíada de Verão de 1961
O polo aquático na Universíada de Verão de 1961 foi disputado em Sófia, na Bulgária.

## Medalhistas

### Masculino
| Evento | Ouro           | Prata               | Bronze      |
| ------ | -------------- | ------------------- | ----------- |
| Equipe | YUG Iugoslávia | URS União Soviética | HUN Hungria |

## Quadro de medalhas
| Ordem | País                | Medalha de ouro | Medalha de prata | Medalha de bronze |   |
| ----- | ------------------- | --------------- | ---------------- | ----------------- | - |
| 1     | YUG Iugoslávia      | 1               |                  |                   | 1 |
| 2     | URS União Soviética |                 | 1                |                   | 1 |
| 3     | HUN Hungria         |                 |                  | 1                 | 1 |
| TOTAL | TOTAL               | 1               | 1                | 1                 | 3 |